# Стипулкі-Сьвенхи
Стипулкі-Сьвенхи (пол. Stypułki-Święchy) — село в Польщі, у гміні Кобилін-Божими Високомазовецького повіту Підляського воєводства.
Населення — 79 осіб (2011).
У 1975-1998 роках село належало до Ломжинського воєводства.

## Демографія
Демографічна структура станом на 31 березня 2011 року:
|          | Загалом | Допрацездатний вік | Працездатний вік | Постпрацездатний вік |
| -------- | ------- | ------------------ | ---------------- | -------------------- |
| Чоловіки | 36      | 7                  | 22               | 7                    |
| Жінки    | 43      | 13                 | 22               | 8                    |
| Разом    | 79      | 20                 | 44               | 15                   |